# なんてん
なんてんとは、名古屋大学が1996年にチリのラスカンパナス天文台に設置した新4メートル電波望遠鏡の愛称。ミリ波の観測を目的とする。

## 概要
名古屋大学には、これ以前に、旧4メートル望遠鏡もあり、それは、アルミ製の重たいパラボラアンテナを持った望遠鏡であった。名古屋で観測が行われていたため、台風等の被害を受けやすく、また架台の強度等に反省事項があったため、新4メートル望遠鏡では、炭素繊維強化プラスチック (CFRP) 製へと変更され、軽量かつ強固な鏡と簡便な架台によって新たな銀河中心部の観測が行えるようになった。
なんてんは、改修を経て2004年にチリ北部のアタカマ砂漠に移設された。主鏡面の精度を上げ新たにドームを備えた「NANTEN2」は、サブミリ波領域での観測によって活躍を続けている。

## 名前の由来
元々、名古屋大学で観測を行っていた時には、特に愛称はついていなかった。名称は、千種キャンパス内にある4m電波望遠鏡という、まさにそのままのものだった。しかし、これをラスカンパナス天文台に移設した際、一般公募によって「なんてん（南天）」という愛称が選ばれた。

## 沿革

### 年表
- 1989年 製作開始
- 1990年 完成
- 1995年 名古屋（名古屋大学千種キャンパス内）での観測を終了。
- 1996年 チリのラスカンパナス天文台へ移動
- 2004年 改修の後、チリ北部アタカマ高地（アタカマ砂漠）へ移設。

### 「なんてんプロジェクト」の歩み
- 名古屋での観測にあっては、物理学教室における観測実習研究などに用いられた。
- 地元産業界から寄付が寄せられたため、チリ共和国等に観測拠点を置く、ヨーロッパ南天天文台のラスカンパナス天文台への移設が決まる。
- 電波望遠鏡に「なんてん」の愛称が決まる。
- ラスカンパナス天文台での観測によって、欧州の研究者からも評価される。
- 文部科学省特定領域研究に採択され、予算が計上される。
- 改修の際、架台やパラボラアンテナ等の機器を保護するドーム施設の予算が付く。
- ドーム施設の予算が付いたため、チャナントール天文台に観測拠点を設置し、望遠鏡本体はアタカマ砂漠へ移動。
- ケルン大学やソウル大学校が観測に参加
- 国際プロジェクトになったので、「NANTEN2」に名称を改める。
- 名古屋市科学館の主催で、「なんてん」及び「NANTEN2」の講演会を開催。
- 現在に至る。

## 性能

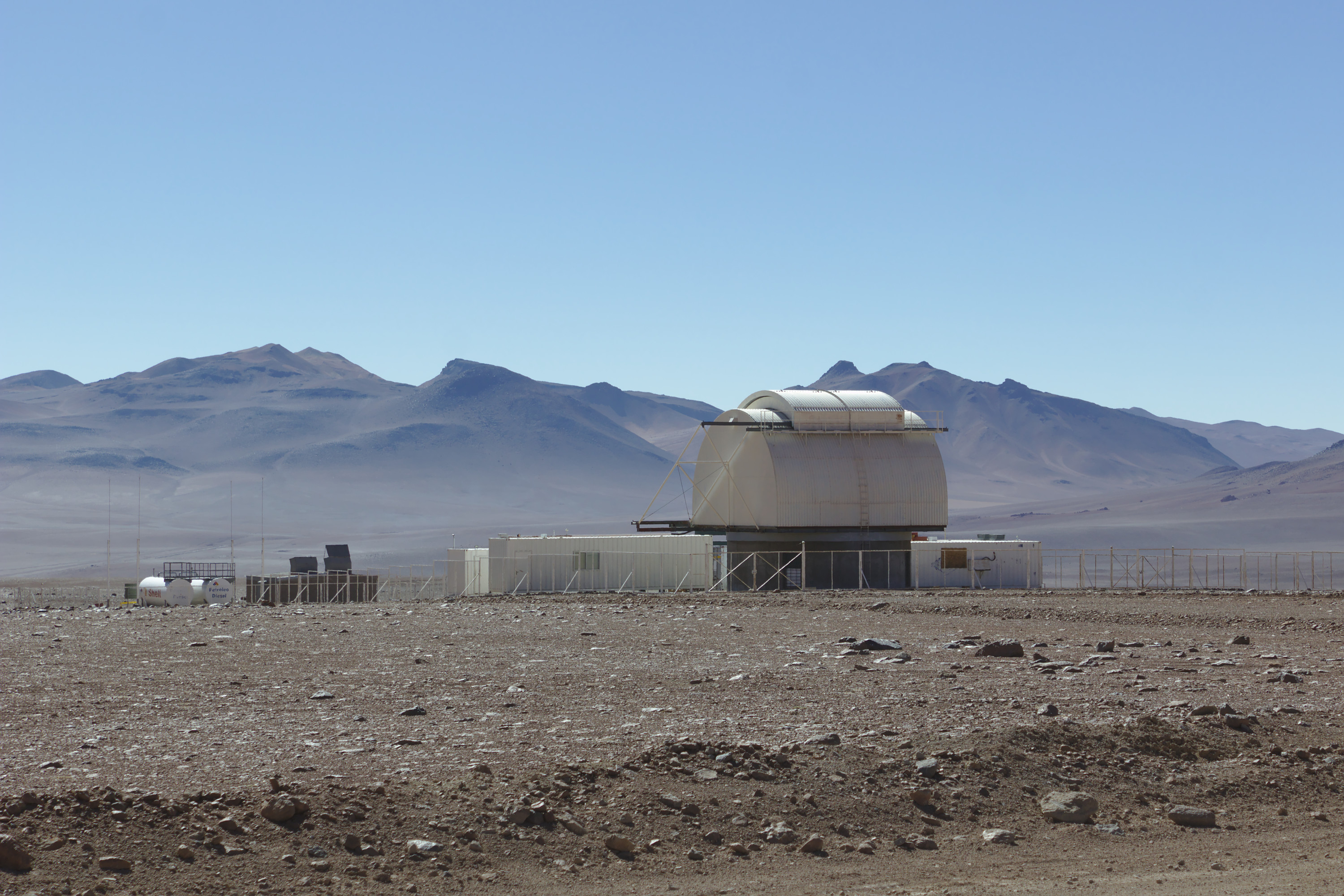
技術仕様 NANTEN2

### 技術仕様 なんてん
- 主鏡面口径：4m
- 副鏡面口径：0.5m
- 光学系 ：カセグレイン+ビーム伝送系
- 主鏡面素材 ：炭素繊維強化プラスチック、反射面は「アルミニウム蒸着」
- 架台：経緯台式
- 駆動方式：2モーターバックラッシュ止歯車駆動
- 架台精度：0.03秒角
- 観測波長：ミリ波

### 技術仕様 NANTEN2
- 主鏡面口径：4m
- 副鏡面口径：0.5m
- 鏡面精度：主鏡 実測値 0.001mm/4m以下 副鏡 実測値 0.0002mm/0.5m以下
- 光学系：カセグレイン+ビーム伝送系
- 主鏡面素材：炭素繊維強化プラスチック、反射面は「コート付きアルミニウム蒸着」
- 架台：経緯台式
- 駆動方式：2ACサーボモータ+減速機付きバックラッシュ止め歯車駆動
- 制御方式：全自動制御
- 架台精度：0.02秒角
- 観測波長：ミリ波・サブミリ波(周波数:115/230/345/460/880GHz)
- 観測装置：超伝導受信機

### 補足
- 主鏡面は、本体を炭素繊維強化プラスチックで製作し、アルミニウム蒸着を行うことで、製作したものである。後継機にあたる、「NANTEN2」においては、本体構造はそのままにして、制御方式などを自動制御型に変更を行った。
- 観測装置は、シングルビーム(1素子)型のSISミキサーであり、ピンポイント観測を積み重ねるなどの観測によって、運用を行っている。また将来的には、ケルン大学が開発中の16素子受信機SMARTが搭載され、460/880GHzでの観測に供される予定となっている。
- SMARTは、SubMillimeter Array Receiver for Two Frequenciesの略であり、サブミリ波帯2周波多素子受信機の意味。2×8のマトリックス型超伝導素子のアレイによって、16点を一度に観測することが可能になる予定。

## 成果

### 単独成果
- 2001年銀河中心部の星間分子雲の状態を明らかにした。
- 大マゼラン雲・小マゼラン雲の星間分子雲の分布を明らかにしている。

### 共同観測
- 現在、国際共同チームによって運営が行われている。

## 公開種別
- 一般公開：今のところ無し
- 場所: もともと、なんてんはラスカンパナス天文台に設置されていた。現在はNANTEN2として チリ共和国アントファガスタ州アタカマ砂漠、パンパ・ラ・ボラ、南緯22度58分 西経67度42分 / 南緯22.967度 西経67.700度、観測者が滞在するベースキャンプとなるオフィスを麓にあるサン・ペドロ・デ・アタカマのセキトール地域に設置している。
- 特別公開：名古屋大学や名古屋市（科学館）等で行われた講演会等で、観測成果の公開が行われる。なお、日本天文学会誌やPASJ等でも論文発表が行われる。
- 研究利用：全国大学研究共同利用施設、国際研究共同利用施設

### 施設
- 教育 - 研究所 - 天文台

### 機材
- 望遠鏡 - 天体望遠鏡 - 電波望遠鏡

### 主管運用機関
- 名古屋大学
  - 大学院理学研究科 天体物理学研究室（AE研）
  - 理学部

### 共同研究機関
- ケルン大学
- ソウル大学校

### アタカマ砂漠にある電波望遠鏡
- ASTE（運用：国立天文台）
- ALMA（運用：ALMA合同オフィス-国際研究機関-）